# Марліс ван Вюрен
Марліс Елрета Дженсен ван Вюрен, уроджена ван дер Меруе (нар. 14 травня 1976) — захисниця природи у Намібії. Разом зі своїм чоловіком вона керує заповідником дикої природи N/a'an ku sê у центральній Намібії.
Марліс ван Вюрен працювала з тваринами у створенні фільмів з 13 років та знімалася у добре відомих кінофільмах з деякими відомими людьми включно з Анджеліною Джолі. Її біографія описана у документальному фільмі 2008 року Марліс — Видіння Африки Філіпа Селкірка. Марліс ван Вюрен та її трьохлапа самка гепарда Щасливиця виконували головні ролі у рекламі Volkswagen Golf, яка була показана по телеканалах Південної Африки у травні 2009 року.

## Родина
Марліс ван Вюрен виростала на фермі її батьків білих намібійців, де протягом більше ніж 30 років поранені або осиротілі тварини знаходили притулок. Вона також виростала разом з бушменами та є однією з небагатьох білих людей, які можуть розмовляти на одній з їхніх мов. Вона вийшла заміж за доктора Руді ван Вюрена у грудні 2000 року та має від нього двох дітей.